# Marco Bordogni

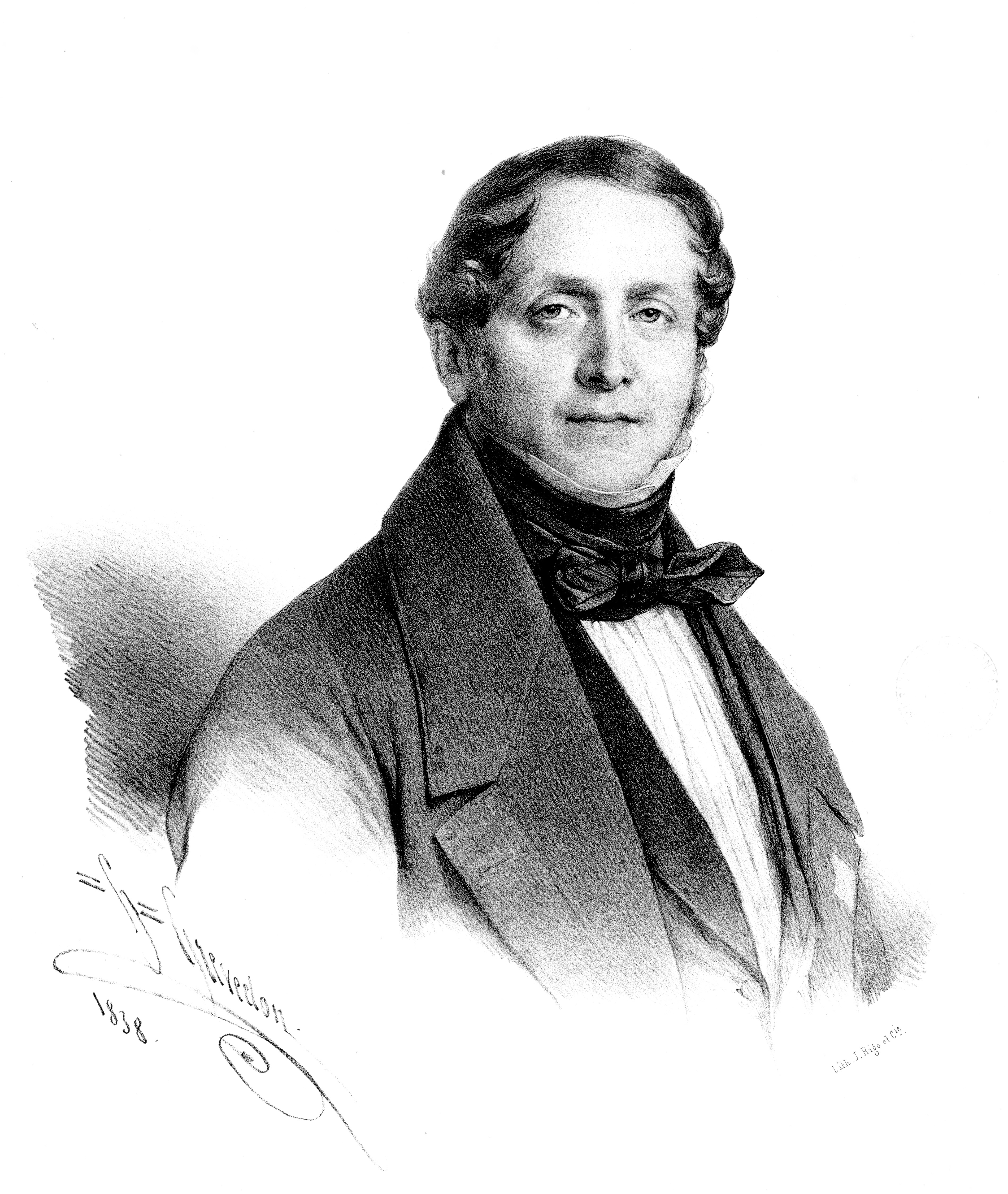
Marco Bordogni

Giulio Marco Bordogni (* 23. Januar 1789 in Gazzaniga, Lombardei; † 31. Juli 1856 in Paris) war ein italienischer Opernsänger (Tenor) und Gesangslehrer.

## Leben
Bordogni erfuhr seine Gesangsausbildung in Bergamo und wurde dort bereits als Jugendlicher Schüler von Giacomo David und Gaetano Crivelli. Durch die Unterstützung seiner Lehrer konnte er am 13. Dezember 1813 als „Argirio“ in Rossinis Oper Tancredi am Teatro alla Scala (Mailand) erfolgreich debütieren. Er kam, nachdem er noch in einigen andern Städten Italiens mit Erfolg aufgetreten war, nach Paris, wo er 1819 als erster Tenor der Italienischen Oper, im folgenden Jahr auch als Gesanglehrer am Konservatorium angestellt wurde. 1833 verließ er die Bühne, um sich ausschließlich dem Lehrfach zu widmen. Die große Zahl tüchtiger Sänger, welche er bis zu seinem Tod 1856 ausgebildet hat, spricht für seine außerordentlichen pädagogischen Fähigkeiten und ebenso die von ihm veröffentlichten Unterrichtswerke, darunter namentlich 36 Vokalisen für Sopran oder Tenor und 36 Vokalisen für Bass, die in verschiedenen Ausgaben zu Paris, Mailand, Berlin und Leipzig erschienen sind. Diese werden bis heute als Standardliteratur im Instrumentalunterricht für Blechbläser eingesetzt.

## Ehrungen
- Großkreuz der Ehrenlegion, verliehen am 10. Mai 1839 durch den französischen Innenminister Adrien de Gasparin.

## Rollen (Auswahl)
- Ernesto – Agnese di Fitz-Henry (Ferdinando Paër)
- Giasone – Medea in Corinto (Johann Simon Mayr)
- Claudio – Elisa e Claudio (Saverio Mercadante)
- Capellino – Tancredi (Gioachino Rossini)
- Osiris – Moses in Ägypten (Gioachino Rossini)
- Narciso – Der Türke in Italien (Gioachino Rossini)
- Giannetto – Die diebische Elster (Gioachino Rossini)
- Ramiro – Aschenputtel (Gioachino Rossini)
- Idreno – Semiramis (Gioachino Rossini)
- Almaviva – Der Barbier von Sevilla (Gioachino Rossini)

## Schüler (Auswahl)
- Sophie Crüwell (1826–1907)
- John Sims Reeves (1821–1900)
- Maschinka Schneider (1815–1882)
- Johanna Wagner (1828–1894)
- Anna Zerr (1822–1881)